# دانيال دبليو. غيد
دانيال دبليو. غيد (بالإنجليزية: Daniel W. Gade)‏ هو أستاذ جامعي وجغرافي أمريكي، ولد في 28 سبتمبر 1936 في نياجارا فولز في الولايات المتحدة، وتوفي في 15 يونيو 2015 في برلينغتون في الولايات المتحدة.